# James Stewart (matemático)
James Drewry Stewart (Toronto, Canadá, 29 de marzo de 1941 - ibídem, 3 de diciembre de 2014) fue un matemático canadiense, violinista y profesor emérito de matemáticas de la Universidad McMaster. Stewart recibió su Maestría en Ciencias en la Universidad de Stanford y su doctorado de la Universidad de Toronto en 1967. También trabajó por dos años como becario de posdoctorado en la Universidad de Londres. La investigación de Stewart se enfocó en análisis armónico y análisis funcional.
Stewart es conocido por sus serie de libros de texto de cálculo usados en educación media (preparatoria) y cursos de nivel universitario. Sus libros son textos estándar en universidades de muchos países. Uno de sus trabajos más populares es Cálculo de una variable: Trascendentes tempranas. Stewart además fue violinista, miembro formal de la Orquesta Filarmónica de Hamilton.
Un punto curioso al respecto del gusto que Stewart sentía por los violines y la matemática se refleja en las cubiertas de sus obras: la mayoría de ellas presentan la imagen de un violín, con la forma detallada de las aberturas de resonancia que estos instrumentos musicales a menudo tienen las comúnmente llamadas «eses» o «efes», evocando deliberadamente la forma de un signo de integración, un símbolo que identifica las operaciones propias del cálculo integral.
En el prefacio de algunos de sus libros, Stewart comentó el trabajo de otro conocido matemático, el húngaro George Pólya, por quien Stewart sentía respeto y admiración, en especial por la dedicación que Pólya ponía en enseñar a la gente la forma de afrontar problemas matemáticos de una manera apropiada y que trató de explicar en su propia obra, How to solve it. Stewart mismo ponía cierto empeño minucioso en tratar de explicar paso a paso los procedimientos de resolución en sus libros, característica que probablemente ha influido en la acogida que estos han tenido en el ámbito estudiantil.
Los libros de Stewart pueden encontrarse tanto en el inglés original como traducidos al español, portugués, francés, italiano, griego, coreano y algunos idiomas más. La construcción de la casa de Stewart fue financiada por los ingresos obtenidos de las ventas de sus libros y llamada la Casa Integral. Se trata de una mansión de más de 30 millones de dólares hecha con una arquitectura especial diseñada por Brigitte Shim y Howard Sutcliffe, de la empresa Shim-Sutcliffe Architects, apodada «la casa que las matemáticas construyeron».
Stewart era además activista del movimiento por los derechos de la comunidad LGBTQ desde principios de la década de 1970 y daba a menudo charlas sobre la relación existente entre la música y las matemáticas.
En el verano de 2013, Stewart fue diagnosticado con mieloma múltiple, un tipo de cáncer en la sangre.
 
Murió el 3 de diciembre de 2014, a los 73 años.